# 응우옌푹
응우옌푹(베트남어: Nguyễn Phúc / 阮福 완복)은 베트남의 가문이다. 응우옌(베트남어: Nguyễn / 阮 완) 성씨에서 기원하였고, 응우옌 주 왕실과 응우옌 왕조 황실을 배출하였다.

## 같이 보기
- 종인부